# ماتيلدا فريدي
ماتيلدا فريدي (Mathilda Wrede؛ فآسا، 8 مارس 1864 - 12 ديسمبر 1928) تعرف في فنلندا ب«صديقة السجناء». كانت إنجيلية و بارونة لكنها تشتهر أكثر بكونها رائدة إعادة تأهيل السجناء. كان والدها فابيان فريدي حاكم مقاطعة فآسا. خلال هذا الوقت الذي يأتي في المرتبة الأولى في اتصال مع السجناء ، التي تم إرسالها إلى المنزل حكام لإجراء بعض الإصلاحات.
في سن ال 19 عاشته من الإحياء الديني ، وبدأت العمل من أجل أولئك الذين هم أقل حظا. ورأت أن علاج النفوس السجناء كان يدعو لها. وزارت السجون ، ومناقشة القضايا الدينية ، ورتبت لعقد مناسبات الخطب ومناقشة الكتاب المقدس ، وتوزيع الكتب الدينية ، وكان في المراسلات مباشرة مع العديد من السجناء. وقد تجاوز هذا العديد من القواعد الاجتماعية التي كان يعتقد انها مناسبة لامرأة شابة من مكانة لها. عملت ماتيلدا ريد وحده ، وبطريقة تختلف كثيرا من العمل الخيري الذي تقوم به المرأة الأخرى في موقف مثل راتبها.
في سنة 1886 أسست مزرعة تويفولا للعاطلين عن العمل ، لعمل السجناء المفرج عنهم حديثاً. قضى شقيقها هنريك فريدي في وقت سابق ثلاث سنوات في سيبيريا ، لتبشير السكان المحليين و المجرمين الفنلنديين المـُرحلين هناك.
بسبب موقعها الاجتماعي تمكنت من الحصول على الدعم لعملها من نبلاء أوروبا.